# 裴作則
裴作則，山西省代州直隸州五臺縣人，清朝政治人物、同進士出身。
光緒十二年（1886年），参加光緒丙戌科殿試，登進士三甲138名。同年五月，著交吏部掣签，分发各省以知县即用。